# Natriumgermanat
Natriumgermanat ist eine anorganische chemische Verbindung des Natriums aus der Gruppe der Germanate.

## Gewinnung und Darstellung
Natriumgermanat kann durch Reaktion von Germanium mit Natriumhydroxid oder durch Reaktion Natriumcarbonat mit Germaniumdioxid bei 1200 °C gewonnen werden.

## Eigenschaften
Natriumgermanat ist ein weißer Feststoff, der löslich in Wasser ist. Das Heptahydrat beginnt bei 83 °C sein Kristallwasser zu verlieren. Er besitzt eine orthorhombische Kristallstruktur mit der Raumgruppe Cmc21 (Raumgruppen-Nr. 36) isotyp zu Natriummetasilicat.